# Микова
Микова (словац. Miková) — село в Словаччині, Стропковському окрузі Пряшівського краю. Розташовано в північно-східній частині Словаччини біля кордону з Польщею.
Уперше згадується у 1430 році.
У селі є база відпочинку, де організуються літні та зимові табори для школярів.

## Пам'ятки
У селі є греко-католицька церква святого Архангела Михайла з 1742 року в стилі бароко, з 1988 року національна культурна пам'ятка та православна церква святого Архангела Михайла.

## Населення
| Рік:            | 1994. | 2004.   | 2014.   | 2024.   |
| --------------- | ----- | ------- | ------- | ------- |
| Кількість осіб: | 175   | 158     | 148     | 136     |
| Різниця:        |       | -9,71 % | -6,32 % | -8,10 % |

| Рік:            | 2023. | 2024.   |
| --------------- | ----- | ------- |
| Кількість осіб: | 133   | 136     |
| Різниця:        |       | +2,25 % |

Національний склад населення (за даними останнього перепису населення — 2021 року):
| етнічна група | кількість осіб | частка, % |
| ------------- | -------------- | --------- |
| словаки       | 49             | 33,56     |
| русини        | 46             | 31,51     |
| цигани        | 29             | 19,86     |
| угорці        | 2              | 1,37      |
| українці      | 2              | 1,37      |
| чехи          | 2              | 1,37      |
| поляки        | 1              | 0,68      |
| інші          | 15             | 10,27     |
| всього        | 146            | 100       |

Рідна мова мешканців Микової (за даними останнього перепису населення — 2021 року):
| мова       | кількість осіб | частка, % |
| ---------- | -------------- | --------- |
| русинська  | 59             | 40,41     |
| словацька  | 46             | 31,51     |
| циганська  | 20             | 13,70     |
| угорська   | 2              | 1,37      |
| чеська     | 2              | 1,37      |
| польська   | 1              | 0,68      |
| українська | 1              | 0,68      |
| інші       | 15             | 10,27     |
| всього     | 146            | 100       |

Склад населення за обрядом станом на 2021 рік: 
| обряд            | кількість осіб | частка, % |
| ---------------- | -------------- | --------- |
| греко-католицизм | 68             | 46,58     |
| православ'я      | 39             | 26,71     |
| римо-католицизм  | 10             | 6,85      |
| Свідки Єгови     | 7              | 4,79      |
| інші             | 18             | 12,33     |
| не віруючі       | 4              | 2,74      |
| всього           | 146            | 100       |

## Відомі люди
- Батьки Енді Воргола, Андрій Воргол та Юлія Завацька, родом із села. У недалекому містечку Меджилабірці є Музей сучасного мистецтва ім. Енді Воргола (словац. Múzeum moderného umenia Andyho Warhola)[11].